# Hiromichi Terao
Hiromichi Terao (jap. 寺尾 裕道, Terao Hiromichi; * 15. Juni 1989 in Nikkō, Honshū) ist ein japanischer Eishockeyspieler, der seit 2022 bei den Nippon Paper Cranes in der Asia League Ice Hockey unter Vertrag steht.

## Karriere
Hirmoichi Terao begann seine Karriere als Eishockeyspieler bei Komazawa Tomakomai. Während seines Studiums spielte er von 2008 bis 2012 für die Mannschaft der Waseda-Universität. Zur Saison 2012/13 unterschrieb der Flügelspieler einen Vertrag bei den Ōji Eagles aus der Asia League Ice Hockey (ALIH), für die er in fünf Jahren knapp 250 Spiele absolvierte. 2017 kehrte er in seine Geburtsstadt zurück und spielte für die Nikkō IceBucks ebenfalls in der ALIH. Nachdem der Spielbetrieb von 2020 bis 2022 aufgrund der COVID-19-Pandemie ruhte, schloss er sich 2022 den Nippon Paper Cranes an.

### International
Für Japan nahm Terao im Juniorenbereich zunächst an den U18-Weltmeisterschaften der Division I 2006 und 2007 teil. Mit der japanischen U20-Auswahl nahm er an der Junioren-Weltmeisterschaft 2009 in der Division II, als er gemeinsam mit dem Litauer Povilas Verenis zweitbester Torschütze hinter dessen Landsmann Tadas Kumeliauskas und drittbester Scorer hinter Kumeliauskas und Verenis war und daraufhin zum besten Stürmer des Turniers und besten Spieler seiner Mannschaft gewählt wurde, teil. Zudem spielte er mit der japanischen Studentenauswahl bei der Winter-Universiade 2011 im türkischen Erzurum.
Im Seniorenbereich stand er im Aufgebot seines Landes bei den Weltmeisterschaften der Division I 2012, 2016 2018 und 2019 sowie den Winter-Asienspielen 2017. Bei den Asienspielen gewann er mit seiner Mannschaft die Bronzemedaille hinter Kasachstan und Südkorea. Zudem vertrat er seine Farben bei den Qualifikationsturnieren für die Olympischen Winterspiele in Sotschi 2014, in Pyeongchang 2018 und in Peking 2022.

## Erfolge und Auszeichnungen
- 2009 Aufstieg in die Division I bei der U20-Weltmeisterschaft der Division II, Gruppe A
- 2009 Bester Stürmer bei der U20-Weltmeisterschaft der Division II, Gruppe A
- 2017 Bronzemedaille bei den Winter-Asienspielen

## Asia-League-Statistik
(Stand: Ende der Saison 2022/23)